# 吸血鬼 (奧莉維亞·羅德里戈歌曲)
〈吸血鬼〉（英語："Vampire"）是美国創作歌手奧莉維亞·羅德里戈的一首歌曲，出自她錄音室專輯《GUTS》，於2023年6月30日經由格芬唱片作為專輯主打曲發行。〈吸血鬼〉是一首氛圍型強力謠曲，曲風融入了流行和流行搖滾。歌曲空降美國《告示牌》百大單曲榜冠軍位置
〈吸血鬼〉已经在澳大利亚、加拿大、爱尔兰、新西兰和美国的排行榜上名列前茅，成为罗德里戈在所有五个国家的第三个排行榜冠军单曲。它还在奥地利、德国、希腊、冰岛、拉脱维亚、卢森堡、马来西亚、荷兰、挪威、菲律宾、新加坡、越南和英国进入前十名。

## 背景与发行
〈吸血鬼〉由羅德里戈和丹·尼格罗在2022年12月创作，并于次月完成录制。羅德里戈告诉《告示牌》，她认为这首歌是她与尼格罗的“一版摇滚歌剧”。而由于它“感觉像是一种以一种没有过于突兀方式完成的进化”，并且致敬了她的“创作型歌手的本质”，因此她将这首歌曲选定为专辑的首张单曲。她进一步描述了创作过程，说道：“我在感到沮丧时独自一人去了录音室，坐在大钢琴前，和弦、旋律和歌词几乎像是自我超脱般地倾泻出来。”羅德里戈最初打算将其制作成一首钢琴情歌，但“当丹和我开始合作时，我们将歌词与这些大鼓和疯狂的节奏变化放在一起。因此现在它就像是一首你可以听着跳舞的心碎歌曲。”
2023年6月13日，羅德里戈宣布〈吸血鬼〉将作为新专辑的首张单曲发行。同时，她亦开放了含歌曲样本版本的限量版7英寸单曲和CD单曲预购以及多个流媒体平台的预存。歌曲的15秒片段在粉丝拨打羅德里戈的“Sour Heartbreak Hotline”时播放过。2023年6月30日，歌曲正式发行。同日，羅德里戈与YouTube Shorts合作推出了“#vampireOR2”这一網路挑戰。
歌曲的黑白封面描绘了羅德里戈的形象，她的嘴唇涂成了深色，脖子上贴着紫色的邦迪创可贴。《尼龙》的斯蒂芬妮·王（Steffanee Wang）写道，这可能会倾向于哥特式、阴影感的流行音乐领域。一些评论者认为创可贴暗示了被吸血鬼咬伤的地方。该艺术作品还参考了1968年恐怖片《血溅坟场》的海报。

## 排行榜
| 排行榜（2023—2024年）                    | 最高排名 |
| ---------------------------------------- | -------- |
| 澳大利亚（ARIA）                         | 1        |
| 奥地利（Ö3四十强单曲榜）                 | 8        |
| 比利时佛兰德（Ultratop五十强单曲榜）     | 26       |
| 比利时瓦隆（Ultratop五十强单曲榜）       | 3        |
| 加拿大（Canadian Hot 100）               | 1        |
| 加拿大（《告示牌》Canada Hot AC）        | 5        |
| 加拿大（《告示牌》Canada CHR）           | 2        |
| 克羅地亞（克羅地亞廣播電視台）           | 7        |
| 捷克（電台百強單曲榜）                   | 4        |
| 捷克（百強數位單曲榜）                   | 23       |
| 丹麥（Tracklisten）                      | 28       |
| 芬兰（芬蘭官方單曲榜）                   | 37       |
| 法國（法國唱片出版業公會）               | 45       |
| 德国（德國官方單曲榜）                   | 10       |
| 全球（Billboard Global 200）             | 1        |
| 希臘（國際唱片業協會希臘分會）           | 3        |
| 香港（Billboard Hong Kong Songs）        | 15       |
| 匈牙利（四十強單曲榜）                   | 14       |
| 冰島（Plötutíðindi）                     | 9        |
| 愛爾蘭（愛爾蘭唱片音樂協會单曲榜）       | 1        |
| 以色列（媒体森林）                       | 1        |
| 意大利（意大利音乐产业联盟）             | 46       |
| 日本 (Billboard Japan Hot Overseas）     | 1        |
| 拉脱维亚（拉脱维亚表演者和制片人协会）   | 9        |
| 拉脱维亚（拉脱维亚表演者和制片人协会）   | 6        |
| 黎巴嫩（黎巴嫩官方二十强榜）             | 5        |
| 立陶宛（AGATA）                          | 19       |
| 盧森堡（Billboard Luxembourg Songs）     | 10       |
| 馬來西亞（Billboard Malaysia Songs）     | 5        |
| 馬來西亞（馬來西亞唱片業協會）           | 2        |
| MENA（IFPI）                             | 16       |
| 荷兰（荷蘭四十強單曲榜）                 | 14       |
| 荷兰（百强单曲榜）                       | 4        |
| 新西兰（新西兰唱片音乐协会）             | 1        |
| 奈及利亞（TurnTable Top 100）            | 64       |
| 挪威（世道榜）                           | 6        |
| 巴拿馬（拉美監控）                       | 13       |
| 巴拿馬（國際唱片業協會）                 | 41       |
| 菲律賓（Billboard Philippines Songs）    | 5        |
| 波蘭（Streaming Top 100）                | 22       |
| 葡萄牙（葡萄牙唱片業協會单曲榜）         | 7        |
| 俄罗斯（Tophit俄罗斯电台榜）             | 23       |
| 新加坡（新加坡唱片業協會）               | 3        |
| 斯洛伐克（電台百強單曲榜）               | 23       |
| 斯洛伐克（百強數位單曲榜）               | 24       |
| 南非（Billboard South Africa Songs）     | 24       |
| 韓國（Circle数字榜）                     | 177      |
| 西班牙（西班牙音樂製作協會）             | 53       |
| 瑞典（瑞典最熱榜）                       | 20       |
| 瑞士（瑞士热门音乐榜）                   | 15       |
| 英國（官方榜单公司單曲榜）               | 1        |
| 美国（《告示牌》百大單曲榜）             | 1        |
| 美國（《告示牌》成人當代單曲榜）         | 14       |
| 美國（《告示牌》Adult Pop Airplay）      | 2        |
| 美國（《告示牌》Dance/Mix Show Airplay） | 4        |
| 美國（《告示牌》Pop Airplay）            | 2        |
| 越南（Vietnam Hot 100）                  | 3        |

| 排行榜（2023年）         | 最高排名 |
| ------------------------ | -------- |
| 獨立國家國協（TopHit）   | 27       |
| 俄羅斯（TopHit Airplay） | 34       |
| 韓國（Circle榜）         | 198      |

| 排行榜（2023年）                           | 排名 |
| ------------------------------------------ | ---- |
| 澳大利亚（澳大利亚唱片业协会）             | 26   |
| 奧地利（Ö3 Austria Top 40）                | 44   |
| 比利時（Ultratop法蘭德斯五十強榜）         | 84   |
| 比利時 (Ultratop瓦隆五十強榜）             | 33   |
| 加拿大（Canadian Hot 100）                 | 27   |
| 全球（Billboard Global 200）               | 66   |
| 冰島（Plötutíðindi）                       | 60   |
| 荷蘭（荷蘭四十強單曲榜）                   | 60   |
| 荷蘭（Single Top 100）                     | 52   |
| 俄羅斯（TopHit Airplay）                   | 158  |
| 瑞士（Schweizer Hitparade）                | 81   |
| 英國（官方榜單公司單曲榜）                 | 14   |
| 美國（Billboard Hot 100）                  | 30   |
| 美國（《告示牌》Adult Contemporary Songs） | 41   |
| 美國（《告示牌》Adult Top 40）             | 18   |
| 美國（《告示牌》Mainstream Top 40）        | 19   |